# Дельта-зв'язок

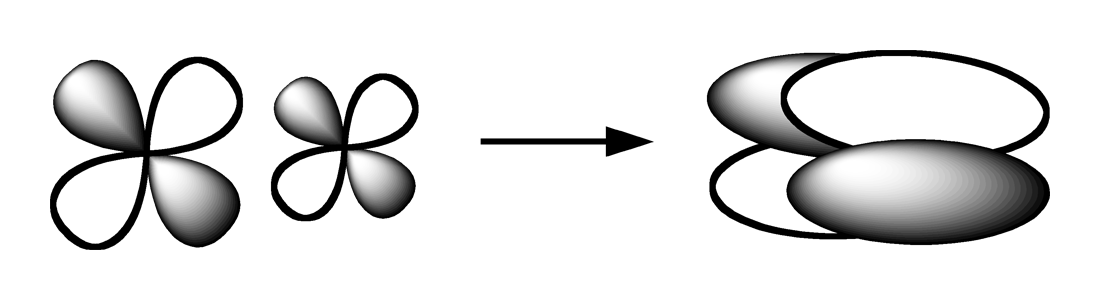
Утворення δ-зв'язку при перекриванні двох d-орбіталей

Дельта-зв'язок (δ-зв'язок) — це ковалентний хімічний зв'язок, де чотири частини орбіталі, зайняті одним електроном, перекриваються чотирма частинами іншої орбіталі, зайнятою одним електроном. Між двома зв'язаними атомами існує рівно дві вузлові площини. Це перекривання призводить до утворення зв'язуючої молекулярної орбіталі з двома вузловими площинами, які містять між'ядерну вісь і проходять через обидва атоми.
Позначення грецькою літерою δ пов'язано з орбіталями d-електронів, оскільки геометрія δ-зв'язку  така ж, як і форми 4-х частин  орбіталі d (якщо розмістити її на осі з'єднання). Цей тип зв'язку спостерігається в атомах, які мають зайняті d орбіталі з достатньо низькою енергією для участі в ковалентному зв'язку. Наприклад, в органометалічних видах перехідних металів. Деякі сполуки ренію, молібдену та хром містять чотирикратний зв'язок, що складається з одного σ-зв'язку, двох π-зв'язків та одного δ-зв'язку.
Позначення δ-зв'язку булло введено Р. Маллікеном у 1931 році. Першою сполукою з δ-зв'язком був октахлородиренат (ІІІ) калію. У 1965 році Ф. Коттон написав про δ-зв'язок як частина реній-реній чотирикратного зв'язку у йоні [Re2Cl8]2−.
Зв'язки вищого порядку, що мають більше полів перекриття {\displaystyle \phi \,} (фі) та {\displaystyle \gamma \,} (гамма), пов'язані з f та g електронними орбіталями та передбачені теоретично, проте не спостерігались.